# Dettmar Cramer
Dettmar Cramer (4. dubna 1925 Dortmund – 17. září 2015 Reit im Winkl) byl (západo)německý fotbalový trenér.
S Bayernem Mnichov vyhrál 2× Pohár mistrů a 1× Interkontinentální pohár.

## Trenérská kariéra
Cramer začínal u japonské reprezentace, která hrála na domácí olympiádě v Tokiu v roce 1964. Poté byl asistentem u západoněmecké reprezentace, která hrála finále MS 1966. Následovaly reprezentace Egypta a USA.
V lednu 1975 se Cramer stal trenérem Bayernu Mnichov. V roce 1975 s ním vyhrál Pohár mistrů, když ve finále v Paříži porazil Leeds United FC 2:0. V roce 1976 Bayern vyhrál Pohár mistrů už potřetí v řadě, když ve finále v Glasgow porazil AS Saint-Étienne 1:0. Následně vyhrál i Interkontinentální pohár po výsledcích 2:0 a 0:0 s Cruzeirem. V lize se ale Bayernu nedařilo a v listopadu 1977 byl Cramer odvolán. Šel do Frankfurtu, odkud šel opačným směrem Gyula Lóránt. Po sezoně byl Cramer odvolán i ve Frankfurtu.
V letech 1978–1980 byl Cramer trenérem saúdskoarabského Al-Ittihadu a zároveň saúdskoarabské reprezentace.
Poté následovala angažmá v Arisu Soluň a v Leverkusenu.

## Úspěchy
FC Bayern Mnichov
- Pohár mistrů: 1974–75, 1975–76
- Interkontinentální pohár: 1976

Individuální
- France Football – 40. nejlepší fotbalový trenér všech dob: 2019[1][2][3]
- Řád posvátného pokladu 3. třídy: 1971[4]
- Síň slávy japonského fotbalu[4]